# Patsy Cline House
La Patsy Cline House est une maison américaine à Winchester, en Virginie. Inscrite au Virginia Landmarks Register depuis le 14 juin 2005 ainsi qu'au Registre national des lieux historiques depuis le 8 novembre 2005, elle est classée National Historic Landmark depuis le 13 janvier 2021. De 1948 à 1953, elle a été le domicile de Patsy Cline, future star de la musique country.